# 纤细绢蒿
纤细绢蒿（学名：Seriphidium gracilescens）为菊科绢蒿属的植物。分布于俄罗斯、蒙古以及中国大陆的新疆等地，生长于海拔800米至2,300米的地区，一般生于干山坡、荒漠化草原、干旱、洪积扇、半荒漠、戈壁、瘠薄、盐渍化的土壤上、砾质坡地、干河谷阶地或路旁等，目前尚未由人工引种栽培。

## 别名
纤蒿（俗称），戈壁蒿（新疆）

## 异名
- Artemisia gracilescens Krasch. et Iljin